# ناثان غراهام
ناثان غراهام (بالإنجليزية: Nathan Lee Graham)‏ هو ممثل أمريكي، ولد في 9 سبتمبر 1968 بسانت لويس في الولايات المتحدة.

## أعمال

### أفلام
- (2001) زولاندر[2]
- (2002) سويت هوم ألاباما[3]
- (2005) هيتش[4]
- (2016) زولاندر 2[5]

### مسلسلات
- سكرابز

## وصلات خارجية
- ناثان غراهام على موقع IMDb (الإنجليزية)
- ناثان غراهام على موقع ألو سيني (الفرنسية)
- ناثان غراهام على موقع ميوزك برينز (الإنجليزية)
- ناثان غراهام على موقع أول موفي (الإنجليزية)
- ناثان غراهام على موقع قاعدة بيانات برودواي على الإنترنت (الإنجليزية)
- ناثان غراهام على موقع قاعدة بيانات الأفلام السويدية (السويدية)
- ناثان غراهام على موقع قاعدة بيانات الفيلم (الإنجليزية)
- ناثان غراهام على موقع كينوبويسك (الروسية)